# Perje
Perje je jako diferencirani oblik gornje kože koji je specifično razvio razred ptica. Njihova je koža u pravilu tanka i na površini znatno manje rožnata nego kože ostalih kralježnjaka. Neki dinosauri su imali perje.
Pera su proizvodi rožnatog sloja kože, slično kao ljuske gmazova, kojima morofološki najviše nalikuju. Sačinjena su od keratina, istog proteina koji čini kosu i nokte kod ljudi ili rogove kod drugih životinja.

## Građa pera
Svako pero se sastoji od osnovne "grane" s koje polaze tisuće malih "grančica" (perca) koje su međusobno povezane tako da čine glatku površinu pera. Glatka površina perja pticama omogućuje da se lako kreću kroz zrak tijekom leta. Tipično ptičje pero ima ove morfološke dijelove: osovinu pera čini batrljica (scapus), koja je na dužem gornjem dijelu puna i naziva se stručak (rachis), na kraćem donjem dijelu čini šuplju cijev (calamus). Na stranama batrljice se u jednoj ravnini nalazi zastavica (vexillum), podijeljena njome na vanjski i unutarnji dio (prema položaju tijela ). Sastavljena je od brojnih isperaka 1. reda (rami) koji su međusobno povezani ispercima 2. reda (radii), uzajamno zakačenima kukicama. Široka zastavica pera čini potpornu plohu pogodnu za let i dobro štiti pred gubitkom tjelesne topline.
Svako pero raste iz kožnog mjehurića u usmini oko kojeg se stvara keratin. Pero se razvija iz bradavica kože koje se spuštaju u mjehurić. Postoje i poprečno - prugasti mišići koji se zovu perni mišići (arectores plumarum) koji pokreću grupe pera pa ptice mogu našušuriti perje. 
Kontrola pozicije pera bitna je zbog leta, spolnog ponašanja (neki mužjaci ptica izvode ples prilikom kojeg našušure perje te na taj način privlače ženke, tj. pozivaju ih na parenje), ali i zbog regulacije topline. 
Ptice trebaju održavati konstantnu unutrašnju temperaturu od oko 42°C za uobičajene aktivnosti. Da bi to postigle moraju kontrolirati gubitak topline na način da povećavaju volumen zraka koji se nalazi između kože i vanjskog perja. Što je veći volumen zraka, to je manji gubitak topline jer je zrak odličan izolator.

## Podjela
Postoje četiri vrste pera:
- Dugo perje namijenjeno letenju nalazi se na krilima
- Repna pera se nalaze na repu i služe za upravljanje kroz zrak i održavanje ravnoteže tijekom leta
- Tjelesno kratko perje pokriva tijelo ptice
- Paperje predstavlja topli, rastresiti pokrivač same kože ptice

Perje krila možemo podijeliti na:
- Letna pera 1. i 2. reda (remiges)
- Pokrilno perje (tetrices)
- Pakrilce (alula)

Ptice redovno raščešljavaju svoje perje kljunovima te pomoću uljnate masti iz velike trtične žlijezde (glandula uropygii) maste svoja krila čime održavaju strukturu perja i štite od promakanja. Perje se mijenja jednom ili dvaput godišnje što se zove mitarenje.
Pernatost, tj. pokrovno perje jako je značajno za raspoznavanje i određivanje ptica. Ono može biti najrazličitijih i veoma jarkih boja kako bi se privukli partneri za parenje. Prema njemu određujemo i razlike među blisko srodnim vrstama.

## Upotreba perja
Perje se može koristiti za punjenje jastuka, prekrivača, madraca, vreća za spavanje i drugih stvari jer pruža veliku toplinu. Također se perje koristi za ukrašavanje, npr. dijelova odjeće, strijela, a u nekim kulturama (američki indijanci) perje se koristilo i u religiozne svrhe (npr. orlovo perje). Nekada se perje koristilo i za pisanje (pisaće pero). Velika pera mogu koristiti ljeti i kao sredstva za hlađenje (lepeze).